# Frittspannung

Exemplarische Widerstands-Spannungs-Kennlinie eines mit Fremdschichten belegten elektrischen Kontakts

Als Frittspannung (englisch wetting voltage) bezeichnet man eine elektrische Spannung, die einen Fremdschichtwiderstand durchschlägt. Der dabei fließende Strom wird als Frittstrom bezeichnet, der Name leitet sich vom Fritter ab. Fremdschichten können dabei elektrisch nichtleitende Oxide, Korrosion, Verschmutzung etc. an elektrischen Kontakten oder Kabelverbindungsstellen darstellen.
Die Abbildung zeigt eine Widerstands-Spannungs-Kennlinie eines mit Fremdschichten belegten elektrischen Kontakts: Legt man an diesen Kontakt eine kleine Spannung an, so misst man zunächst einen hochohmigen Kontaktwiderstand R0 (einige MOhm). Erhöht man die Spannung, so fällt der Widerstand zunächst nur leicht ab. Beim Erreichen der Frittspannung UF bricht der Widerstand  auf den Restwert RS zusammen. Die sich nun einstellende Kontaktspannung US nennt man Frittschlussspannung. Maßgebend für das Fritten ist die Spannung am Kontakt. Diese liegt abhängig vom Zustand und Werkstoff der Oberfläche im Bereich 20 mV bis 120 mV.
Hohe Frittspannungen stören insbesondere beim Schalten und Kontaktieren von Signalen mit kleiner Spannung, wie sie zum Beispiel in Bussystemen oder in der Messtechnik verwendet werden. Sie können nach einer gewissen Laufzeit des Systems zu teilweise schwer auffindbaren Fehlern führen. Durch geeignete Auswahl des Kontaktwerkstoffes, zum Beispiel Gold, kann dieser Störeffekt vermindert werden. Ebenso kann eine reibende Bewegung der Schaltkontakte und/oder ein hoher Anpressdruck diesen Störeffekt vermeiden.
Berücksichtigt wird die Frittspannung unter anderem im Telekommunikationsbereich bei Teilnehmeranschlussleitungen, welche auch als Digital Subscriber Line (DSL) verwendet werden. Um Kontaktprobleme an den Klemmstellen der Anschlussleitung zu vermeiden, ist im Standard ITU-T Standard G.992.3 ein Gleichstrom (Frittstrom) im Bereich von einigen mA vorgesehen, um die nötige Frittspannung an allen Kabelklemmstellen sicher zu überschreiten.